# پناهگاه شول ۲
پناهگاه شول ۲ مربوط به دوران فرادیرینه‌سنگی است و در شهرستان شیراز، بخش زرقان، دهستان بند امیر، ۲/۶ کیلومتری شمال روستای شول واقع شده و این اثر در تاریخ ۳۰ بهمن ۱۳۸۶ با شمارهٔ ثبت ۲۰۷۵۹ به‌عنوان یکی از آثار ملی ایران به ثبت رسیده‌است.